# Каталіна де Ерасо

Подорожі Каталіни де Ерасо з 1600 по 1622 роки

Каталіна де Ерасо, відома як La Monja Alférez — «черниця-лейтенант» (1592, Сан-Себастьян, Іспанія — 1650, Котастла, Нова Іспанія) — напівлегендарна іспанська жінка-конкістадор і  військовик, мандрівниця-дослідниця, торговка, мемуаристка, яка добилася папського дозволу носити чоловічий одяг.
Народилася в баскській сім'ї, батько і брати були солдатами у місті Сан-Себастьян. З чотирьох років виховувалася в домініканському монастирі, щоб прийняти постриг, якщо не вступить у шлюб. 15-літню Каталіну жорстоко побили черниці, що спонукало її на рішучий вчинок — втекти з монастиря, переодягнувшись у чоловічий одяг. Кілька місяців вона мандрувала Іспанією, йдучи в найми до різних людей під ім'ям Франсиско де Лойола.
У Більбао вона записалася юнгою на корабель, який рушав у Новий Світ. Досягнувши міста Консепсьйон у Чилі, вступила в солдати під ім'ям Алонсо Діас Рамірес де Гусман. У Арауканській війні служила під керівництвом кількох капітанів, у тому числі, ймовірно, під керівництвом власного брата, який ніколи цього не дізнався.
Каталіна де Ерасо показала свою відвагу в бою, відбивши іспанський прапор в індіанців, за що була призначена лейтенант-губернатором і залишалася на цій посаді п'ять років. Вона добре володіла зброєю, брала участь у багатьох битвах і дуелях. Серйозне поранення змусило її зізнатися у своїй містифікації єпископу Агустину де Карвахалю. Отримавши від нього прощення, вона сховалася в монастирі.
У 1620 році архієпископ Ліми запросив де Ерасо до себе. У 1624 році вона приїхала в Іспанію, де вже добре знали про її сміливість. Діставшись Риму, Ерасо домоглася папської аудієнції і отримала від папи Урбана VIII дозвіл носити чоловічий одяг. Під час свого перебування в Іспанії написала автобіографічну книгу Historia de la monja Alférez, Catalina de Erauso, escrita por ella misma
У 1630 році знову повернулася в Нову Іспанію, щоб зайнятися мирними справами — її мули доставляли вантажі до Веракрусу, а сама вона взяла ім'я Антоніо де Ерасо.
Померла у Котастлі в 1650 році.
Відомий прижиттєвий портрет Каталіни де Ерасо, написаний Франсіско Пачеко у 1630 році.